# أحمد البحري
أحمد البحري هو لاعب كرة قدم سعودي .
ولد في 18 سبتمبر 1980.
لعب مع فريق الاتفاق وأحرز العديد من البطولات، ثم انتقل إلى نادي النصر السعودي ولعب معه أربعة مواسم وعاد في موسم 2010 - 2011 إلى نادي الاتفاق.
إحصائياته مع المنتخب:
| عدد المباريات:                   | 41   |
| عدد المباريات التي لعبها كأساسي: | 26   |
| عدد المباريات التي لعبها كبديل:  | 15   |
| عدد المباريات التي أستبدل فيها:  | 6    |
| عدد المباريات التي لعبها كاملة:  | 21   |
| عدد المباريات التي طرد فيها:     | 0    |
| عدد الدقائق التي لعبها:          | 2604 |

البطولات التي شارك فيها :
| البطولة                                            | عدد المباريات |
| مباريات ودية دولية                                 | 20            |
| تصفيات كأس العالم 2006                             | 6             |
| كأس آسيا 2007- أندونيسيا، ماليزيا، تايلاند وفيتنام | 6             |
| ألعاب غرب آسيا 2005 - قطر                          | 3             |
| تصفيات كأس آسيا 2007                               | 2             |
| دورة الألعاب العربية 2007 - مصر                    | 2             |
| البطولة الودية الدولية 2007 - سنغافورة             | 1             |
| بطولة ال جي الدولية لكرة القدم 2006 - السعودية     | 1             |

## الروابط الخارجية
- أحمد البحري على موقع الاتحاد الدولي (مؤرشف)  (الإنجليزية)
- أحمد البحري على موقع قاعدة بيانات كرة القدم.إي يو (الإنجليزية)
- أحمد البحري على موقع ناشيونال فوتبول تيمز (الإنجليزية)
- أحمد البحري على موقع كووورة